# Fântânele (Iași)
Fântânele è un comune della Romania di 2 154 abitanti, ubicato nel distretto di Iași, nella regione storica della Moldavia.
Il comune di Fântânele è stato costituito nel 2004, staccandosi dal comune di Focuri.